# Xã Bement, Quận Piatt, Illinois
Xã Bement (tiếng Anh: Bement Township) là một xã thuộc quận Piatt, tiểu bang Illinois, Hoa Kỳ. Năm 2010, dân số của xã này là 1.893 người.